# 花影記
『花影記』（はなかげき）は宝塚歌劇団の舞台作品。花組公演。
作者は平岩弓枝、演出は花柳寿楽と阿古健。
併演作品は『紅はこべ』。

## 解説
※『宝塚歌劇100年史（舞台編）』の宝塚大劇場公演のページを参照
7年ぶりに上演された平岩弓枝の作品。
江戸時代、鎖国令によって日本に帰れなくなった日本人の悲劇を描いている。
17世紀初頭、ジャワ王国の姫君と若き日本人航海士のラブロマンスが、九州平戸の祭りやジャワ舞踊等を織り込んで展開された。

## 物語
※『宝塚歌劇100年史（舞台編）』の宝塚大劇場公演のページを参照
バタヴィアの港の奴隷市で日本人の若い女性が競売に出されるのを見て、航海士の小平太（演：松あきら）は彼女を救おうとしたが、ジャワの姫・スミアティ（演：北原千琴）に競り落とされてしまう。

## 主な楽曲
- ジャカランダの花の下で

作詞：平岩弓枝 作曲：寺田瀧雄
平岩弓枝ドラマシリーズ「花ホテル」でも歌唱シーンがある。

## 公演期間と公演場所
- 1979年3月23日 - 5月8日[3]　宝塚大劇場
- 1979年7月1日 - 7月25日[4]　東京宝塚劇場

## 宝塚大劇場公演のデータ
形式名は「宝塚ロマンス」。8場。副題は「ジャカランダの花の下で」。

### スタッフ
- 音楽[5]：寺田瀧雄、入江薫
- 音楽指揮：野村陽児[5]
- 振付[5]：花柳寿楽、喜多弘
- 装置：黒田利邦[5]
- 衣装[5]：小西松茂、中川菊枝
- 照明：今井直次[6]
- 音響：松永浩志[6]
- 小道具：上田特市[6]
- 効果：中田正廣[6]
- 演出助手：村上信夫[6]
- 制作[6]：三宅征夫、内山信一